# Canicola
Genre
Canicola est un genre bactérien de la famille des Pasteurellaceae comprenant des bactéries commensales des canidés.

## Description
Le genre Canicola est formée de coccobacilles Gram négatifs et non mobiles. Les bactéries de ce genre ont une réaction positive au test indole et sont capables de fermenter le mannitol. Lors de la description de ce nouveau genre, les caractéristiques biochimiques des bactéries de ce genre sont similaires à celles des autres genres de la famille Pasteurellaceae notamment pour leurs réactions positives au test catalase, l'absence de besoin du Facteur V pour la croissance, le fait qu'elles soient non hémolytiques sur gélose sang et les résultats négatifs à la réaction de Voges-Proskauer et au test uréase. Sur la base des caractéristiques biochimiques seules, ce genre ne se différencie pas des genres Aggregatibacter, Avibacterium, Frederiksenia et Spirabiliibacterium.

## Taxonomie
Le nom correct complet (avec auteur) de ce taxon est Canicola Christensen et al. 2021.
L'espèce type est : Canicola haemoglobinophilus (Lehmann & Neumann 1907) Christensen et al. 2021.

### Étymologie
L'étymologie du nom de genre Canicola est la suivante : Ca.ni’co.la. L. gen. masc./fem. n. canis, chien; L. masc./fem. n. suff. -cola, habitant, résident; du L. masc./fem. n. incola, résident; N.L. masc. n. Canicola, un résident des chiens.

### Liste des espèces
Selon LPSN (23 septembre 2023) :
- Canicola haemoglobinophilus (Lehmann & Neumann 1907) Christensen et al. 2021